# 21 kyrkofäder – historien om hur kristendomen formades
21 kyrkofäder – historien om hur kristendomen formades är en bok från 2000 av Peter Halldorf om den tidiga kyrkans historia. I den tecknar författaren den första kyrkans största teologer och tänkare, bland andra Justinus Martyren, Tertullianus, Origenes, Augustinus och Johannes Chrysostomos. Även två personer som inte brukar räknas till kyrkofäderna men som enligt Halldorf förtjänar att nämnas finns med: Patrick (400-talet) av Irland och Symeon den nye teologen (940–1022) som förkunnade ett fenomen snarlikt andedopet.
I boken skriver Halldorf inte bara om fädernas teologi utan även om deras leverne. Halldorf tecknar samtidigt som berättelserna om fäderna fortgår upp vad som händer runt omkring i den kristna världen, och boken ger därmed en god inblick i tidig kyrkohistoria.
Vid utgivningen av tredje upplagan 2022 skrev förlaget "Om vi vill förstå varför kristendomen ser ut som den gör idag måste vi vända oss till kyrkofäderna. I den här boken träder de fram för våra ögon som de intensivt levande personer de var. Lidelsefullt hängivna sin tro ställer de frågor till ett samhälle och en kyrka som brottas med sin identi- tet. Den tidiga kristna historien blir i Peter Halldorfs bok också berättelser som granskar vår egen tid."

## Utgåva
- Halldorf, Peter (2000). 21 kyrkofäder: historien om hur kristendomen formades (Första utgåva 2000, tredje upplaga 2022). Göteborg: Cordia. Libris 7754767. ISBN 9186082892